# Lista de deputados estaduais de Mato Grosso da 10.ª legislatura
Essa é uma lista de deputados estaduais de Mato Grosso eleitos para o período 1983-1987. 24 deputados.

## Composição das bancadas
| Partido | Líder            | Bancada | Posição  |
| ------- | ---------------- | ------- | -------- |
| PDS     | Ary Campos       | 13 / 24 | Governo  |
| PMDB    | Osvaldo Sobrinho | 11 / 24 | Oposição |

## Deputados estaduais
| Número | Deputados estaduais eleitos         | Partido | Votação | Percentual | Cidade onde nasceu          | Unidade federativa |
| 11376  | Antônio Alberto Schommer            | PDS     | 6.354   |            | Tupanciretã                 | Rio Grande do Sul  |
| 15945  | Antônio Ferreira Neto               | PMDB    | 6.693   |            | Recife                      | Pernambuco         |
| 11515  | Antônio Francisco Monteiro da Silva | PDS     | 5.911   |            | Nossa Senhora do Livramento | Mato Grosso        |
| 11850  | Ary Leite de Campos                 | PDS     | 16.045  |            | Várzea Grande               | Mato Grosso        |
| 11975  | Benedito Alves Ferraz               | PDS     | 14.951  |            | Cuiabá                      | Mato Grosso        |
| 11996  | Benedito Santiago                   | PDS     | 9.157   |            | Cuiabá                      | Mato Grosso        |
| 11895  | Djalma Carneiro da Rocha            | PDS     | 8.173   |            | Formoso                     | Minas Gerais       |
| 15801  | Ernani Martins                      | PMDB    | 8.303   |            | Cáceres                     | Mato Grosso        |
| 11800  | Evaristo Roberto Vieira Cruz        | PDS     | 6.860   |            | Sereno de Cataguases        | Minas Gerais       |
| 15138  | João Bosco da Silva                 | PMDB    | 6.668   |            | Nossa Senhora do Livramento | Mato Grosso        |
| 15864  | Joaquim Sucena                      | PMDB    | 9.487   |            | São José do Rio Preto       | São Paulo          |
| 15236  | Kazuhu Kazu Sano                    | PMDB    | 6.240   |            | Bauru                       | São Paulo          |
| 11374  | Kikuo Ninomiya Miguel               | PDS     | 6.053   |            | Lins                        | São Paulo          |
| 15170  | Luiz Antônio Vitório Soares         | PMDB    | 5.342   |            | Alto Garças                 | Mato Grosso        |
| 15482  | Rodrigues Palma                     | PMDB    | 13.547  |            | Cuiabá                      | Mato Grosso        |
| 11471  | Oscar da Costa Ribeiro              | PDS     | 14.002  |            | Santo Antônio de Leverger   | Mato Grosso        |
| 15858  | Osvaldo Sobrinho                    | PMDB    | 15.411  |            | Pirapozinho                 | São Paulo          |
| 11879  | Pedro Rodrigues de Lima             | PDS     | 7.348   |            | Cuiabá                      | Mato Grosso        |
| 11920  | Ricardo José Santa Cecília Correia  | PDS     | 10.716  |            | Uberlândia                  | Minas Gerais       |
| 15583  | Roberto França Auad                 | PMDB    | 6.999   |            | Cuiabá                      | Mato Grosso        |
| 15765  | Samuel Greve                        | PMDB    | 5.604   |            | Mirassol d'Oeste            | Mato Grosso        |
| 11592  | Ubiratan Spinelli                   | PDS     | 8.283   |            | Poxoréu                     | Mato Grosso        |
| 15937  | Walter Fernandes Fidelis            | PMDB    | 6.252   |            | Cáceres                     | Mato Grosso        |
| 11375  | Zanete Ferreira Cardinal            | PDS     | 12.748  |            | Bossoroca                   | Rio Grande do Sul  |